# 1. Tennis-Bundesliga (Herren 30) 2005
Die 1. Tennis-Bundesliga der Herren 30 wurde 2005 zum zweiten Mal ausgetragen.
Im Zeitraum vom 5. Mai bis zum 26. Juni 2005 kämpften sieben Teams um die Meisterschaft im Herren 30 Tennis.

## Spieltage und Mannschaften
| Spieltage                                  | Spieltage                     |
| ------------------------------------------ | ----------------------------- |
| 1. Spieltag: Do., 5. Mai 2005, 11:00 Uhr   |                               |
| 2. Spieltag: So., 8. Mai 2005, 11:00 Uhr   |                               |
| 3. Spieltag: Sa., 21. Mai 2005, 12:00 Uhr  | So., 22. Mai 2005, 11:00 Uhr  |
| 4. Spieltag: So., 5. Juni 2005, 11:00 Uhr  |                               |
| 5. Spieltag: Sa., 11. Juni 2005, 12:00 Uhr | So., 12. Juni 2005, 11:00 Uhr |
| 6. Spieltag: So., 19. Juni 2005, 11:00 Uhr |                               |
| 7. Spieltag: So., 26. Juni 2005, 11:00 Uhr |                               |

| Mannschaften      |
| ----------------- |
| Gladbacher HTC    |
| KHTC Mülheim      |
| TC Bad Homburg    |
| TC Dachau 1950    |
| TC SCC Berlin     |
| TSV Feldkirchen   |
| TV Krempin Nassau |

## Abschlusstabelle
|     | Mannschaft        | Begegnungen | Punkte | Matches | Sätze | Spiele  |
| --- | ----------------- | ----------- | ------ | ------- | ----- | ------- |
| 01. | TC SCC Berlin     | 6           | 6:0    | 42:12   | 88:27 | 617:355 |
| 02. | Gladbacher HTC    | 6           | 5:1    | 41:13   | 86:36 | 631:408 |
| 03. | TV Krempin Nassau | 6           | 4:2    | 30:24   | 67:53 | 539:494 |
| 04. | KHTC Mülheim      | 6           | 3:3    | 29:25   | 60:58 | 543:519 |
| 05. | TSV Feldkirchen   | 6           | 2:4    | 15:39   | 42:82 | 476:637 |
| 06. | TC Bad Homburg    | 6           | 1:5    | 18:36   | 42:79 | 454:613 |
| 07. | TC Dachau 1950    | 6           | 0:6    | 14:40   | 34:84 | 405:639 |

|  | Deutscher Meister (Herren 30): TC SCC Berlin                                         |
|  | Abstieg in die 2. Tennis-Bundesliga (Herren 30) 2006: TC Bad Homburg; TC Dachau 1950 |

## Mannschaftskader
| Pos. | Name                 |
| ---- | -------------------- |
| 1    | Ashley Fisher        |
| 2    | Bartłomiej Dąbrowski |
| 3    | Gianluca Pozzi       |
| 4    | Chris Wilkinson      |
| 5    | Martijn Belgraver    |
| 6    | Davy Sels            |
| 7    | Nick Weal            |
| 8    | Filip Vermeulen      |
| 9    | Joost Winnink        |
| 10   | Stefan Lohse         |
| 11   | Henrik Schmidt       |
| 12   | Markus Liesen        |
| 13   | Arndt Küskes         |
| 14   | Thomas Tillmann      |
| 15   |                      |
| 16   |                      |

| Pos. | Name                |
| ---- | ------------------- |
| 1    | Christian Schäffkes |
| 2    | Michael Schmidtmann |
| 3    | Jan Stremmel        |
| 4    | Hendrik Jan Davids  |
| 5    | Matthias Müller     |
| 6    | Peter Vehar         |
| 7    | Carsten Thamm       |
| 8    | Thomas Stratmann    |
| 9    | Marcus Lemke        |
| 10   | Carsten Lemke       |
| 11   | Jan-Henrik Söller   |
| 12   | Andre Wöllenweber   |
| 13   | Uwe Schumann        |
| 14   |                     |
| 15   |                     |
| 16   |                     |

| Pos. | Name                 |
| ---- | -------------------- |
| 1    | Andrei Tscherkassow  |
| 2    | Bojan Vujić          |
| 3    | Lars-Anders Wahlgren |
| 4    | Pablo Minutella      |
| 5    | Adrian Graimprey     |
| 6    | Guido Fratzke        |
| 7    | Mario Penirschke     |
| 8    | Dominik Böttcher     |
| 9    | Philipp Stockhoff    |
| 10   | Niels-G. Stitz       |
| 11   | Thorsten Pölzl       |
| 12   | Uwe Becker           |
| 13   |                      |
| 14   |                      |
| 15   |                      |
| 16   |                      |

| Pos. | Name               |
| ---- | ------------------ |
| 1    | Sascha Petratschek |
| 2    | Paul Ricar         |
| 3    | Josef Eisenberger  |
| 4    | Helge Vorwerk      |
| 5    | Michael Austen     |
| 6    | Axel Held          |
| 7    | Thomas Koppenhöfer |
| 8    | Gerhard Stöckl     |
| 9    | Stefan Daubinger   |
| 10   | Marcel Koos        |
| 11   | Petr Lukas         |
| 12   | Wolfgang Reiner    |
| 13   | Michael Fisinger   |
| 14   |                    |
| 15   |                    |
| 16   |                    |

| Pos. | Name                |
| ---- | ------------------- |
| 1    | Magnus Larsson      |
| 2    | Magnus Gustafsson   |
| 3    | Patrik Fredriksson  |
| 4    | Andreas Strauchmann |
| 5    | Christer Allgårdh   |
| 6    | Andreas Ehrnvall    |
| 7    | Jens Thron          |
| 8    | Christian Wall      |
| 9    | Benjamin Budziak    |
| 10   | Oliver Hinz         |
| 11   | Carsten Laukner     |
| 12   | Mats Oleen          |
| 13   | Carsten Reiff       |
| 14   | Gabriel Monroy      |
| 15   |                     |
| 16   |                     |

| Pos. | Name               |
| ---- | ------------------ |
| 1    | Goran Ivanišević   |
| 2    | Lars Jönsson       |
| 3    | Václav Roubíček    |
| 4    | Thassilo Haun      |
| 5    | Peter Anneser      |
| 6    | Thomas Bruckdorfer |
| 7    | Ralf Gruber        |
| 8    | Drazen Humar       |
| 9    | Goran Prpić        |
| 10   | Hans Gollwitzer    |
| 11   | Markus Riess       |
| 12   | Frank Seitz        |
| 13   | David Gassmann     |
| 14   | Christian Anneser  |
| 15   |                    |
| 16   |                    |

| Pos. | Name                  |
| ---- | --------------------- |
| 1    | Rudolf Gilbert        |
| 2    | Charles Auffray       |
| 3    | Paul Haarhuis         |
| 4    | Iztok Božic           |
| 5    | Thomas Buchmeyer      |
| 6    | Marko Por             |
| 7    | Rüdiger Haas          |
| 8    | Jaroslav Bulant       |
| 9    | David Arijs           |
| 10   | Franky Backx          |
| 11   | Raymond Thomas Bender |
| 12   | Jörg Barzen           |
| 13   | Andreas Frey          |
| 14   | Joachim Gras          |
| 15   |                       |
| 16   |                       |

## Ergebnisse
Spielfreie Begegnungen werden nicht gelistet.
| Datum/Uhrzeit      | Heimmannschaft    | Gastmannschaft    | Matches | Sätze | Spiele  |
| ------------------ | ----------------- | ----------------- | ------- | ----- | ------- |
| Do. 5. Mai 11:00   | TV Krempin Nassau | TC SCC Berlin     | 4:5     | 10:12 | 93:112  |
| Do. 5. Mai 11:00   | TC Dachau 1950    | TSV Feldkirchen   | 3:6     | 7:13  | 84:111  |
| Do. 5. Mai 11:00   | KHTC Mülheim      | Gladbacher HTC    | 2:7     | 5:15  | 74:109  |
| So. 8. Mai 11:00   | TC Bad Homburg    | TV Krempin Nassau | 2:7     | 4:15  | 48:95   |
| So. 8. Mai 11:00   | TC SCC Berlin     | TSV Feldkirchen   | 9:0     | 18:0  | 110:40  |
| So. 8. Mai 11:00   | Gladbacher HTC    | TC Dachau 1950    | 8:1     | 17:3  | 112:37  |
| Sa. 21. Mai 12:00  | TV Krempin Nassau | KHTC Mülheim      | 5:4     | 12:8  | 96:86   |
| So. 22. Mai 11:00  | TSV Feldkirchen   | Gladbacher HTC    | 2:7     | 8:14  | 84:108  |
| So. 22. Mai 11:00  | TC SCC Berlin     | TC Bad Homburg    | 9:0     | 18:0  | 111:29  |
| So. 5. Juni 11:00  | TC Dachau 1950    | TC Bad Homburg    | 3:6     | 7:13  | 82:106  |
| So. 5. Juni 11:00  | KHTC Mülheim      | TC SCC Berlin     | 2:7     | 4:14  | 54:93   |
| So. 5. Juni 11:00  | TSV Feldkirchen   | TV Krempin Nassau | 2:7     | 6:14  | 73:100  |
| Sa. 11. Juni 12:00 | KHTC Mülheim      | TSV Feldkirchen   | 9:0     | 18:3  | 122:52  |
| So. 12. Juni 11:00 | TC Bad Homburg    | Gladbacher HTC    | 3:6     | 7:14  | 72:107  |
| So. 12. Juni 11:00 | SCC Berlin        | TC Dachau 1950    | 7:2     | 14:5  | 100:59  |
| So. 19. Juni 11:00 | Gladbacher HTC    | TV Krempin Nassau | 9:0     | 18:1  | 115:50  |
| So. 19. Juni 11:00 | TC Dachau 1950    | KHTC Mülheim      | 3:6     | 7:12  | 83:105  |
| So. 19. Juni 11:00 | TSV Feldkirchen   | TC Bad Homburg    | 5:4     | 12:11 | 116:113 |
| So. 26. Juni 11:00 | Gladbacher HTC    | TC SCC Berlin     | 4:5     | 8:12  | 80:91   |
| So. 26. Juni 11:00 | TV Krempin Nassau | TC Dachau 1950    | 7:2     | 15:5  | 105:60  |
| So. 26. Juni 11:00 | TC Bad Homburg    | KHTC Mülheim      | 3:6     | 7:13  | 86:102  |